# رویه ذخیره‌شده
رویه ذخیره‌شده (به انگلیسی: stored procedure) در پایگاه‌های داده، رویه‌ای است که توسط برنامه‌هایی که به یک پایگاه داده رابطه‌ای دسترسی دارند، قابل دسترس است. در حالت مخفف به آن اس پی(SP) نیز گفته می‌شود. رویه ذخیره‌شده در واژه‌نامه داده پایگاه داده ذخیره می‌شود.